# Die schwarzen Schmetterlinge
Die schwarzen Schmetterlinge (Originaltitel: Les papillons noirs) ist eine sechsteilige französische Krimi-Fernsehserie von 2022. Regisseur ist Olivier Abbou, der zusammen mit Bruno Merle auch das Drehbuch geschrieben hat.

## Handlung
An seinem Lebensabend engagiert Albert Desiderio den Ghostwriter Adrien Winckler (alias Mody), der seine Lebensgeschichte aufschreiben soll. Was als Liebesgeschichte beginnt, stellt sich als Schuldbekenntnis eines Serienmörders heraus. Komplizin Alberts ist seine Geliebte Solange. Nach dem ersten Mord an einem Mann, der Solange sexuell bedrängt hatte, entwickelt sich bei den beiden eine Art mörderisches Vorspiel, was ihr Liebesleben beflügelt. Sie gehen immer auf die gleiche Weise vor. Solange verführt einen Mann, Albert eilt ihr zu Hilfe und bringt ihn um. Dann geht die Reise durch Frankreich weiter, bis zum nächsten Opfer.
Inzwischen ist bei der Polizei eine Akte über einen ungeklärten Mordfall an einem Amerikaner in den 1970er Jahren – das erste Opfer von Albert und Solange – aufgetaucht, und ein Kommissar bemüht sich um die Aufklärung des Falls.
Das Buch ist im Handel erschienen, wurde mit dem Prix Femina ausgezeichnet, und der Ghostwriter Adrien geht auf Lesereise. Aber allmählich kommen ihm Zweifel am Wahrheitsgehalt von Alberts Lebensbeichte. Beim Anblick seiner Mutter unter dem Publikum steigen in ihm verdrängte Erinnerungen an seine Kindheit auf. Er beginnt über die Ursachen des gestörten Verhältnisses zu seiner Mutter nachzudenken und versucht, der wahren Geschichte der Liebe von Albert und Solange auf den Grund zu gehen.

## Produktion und Veröffentlichung
Die Serie wurde von Arte, GMT Productions und der Produktionsfirma Jack N’a Qu’un Oeil, an der Matthieu Elkaïm, Olivier Abbou und Bruno Merle beteiligt sind, produziert.
Die Filmaufnahmen fanden vom 19. April bis zum 2. Juli 2021 in der Region Hauts-de-France und in Okzitanien statt.
Drehorte waren u. a. Lille, Roubaix, Tourcoing, Cassel, Béthune, der Wald von Morbecque und Bruay-la-Buissière. Das Haus Alberts befindet sich in Hendecourt-lès-Cagnicourt. Drehorte in Okzitanien waren Collioure, Banyuls-sur-Mer, der Lac du Salagou und Montpellier.
Art Director war David Bersanetti, mit dem Abbou seit Madame Hollywood (2016) gelegentlich zusammengearbeitet hat, die Kostüme entwarf Frédéric Cambier.
Die Musik komponierte Clement Tery, der auch für Abbous Filme Obamama (2012), Madame Hollywood (2016), Furie (2019) und für die Serie Maroni die Musik geschrieben hat. Das Chanson Les papillons noirs, das am Anfang kurz eingespielt wird, hat Serge Gainsbourg geschrieben und komponiert.
Premiere der Serie war am 23. März 2022 auf dem Series Mania Festival in Lille. Die Serie war seit dem 7. September 2022 auf Arte.TV verfügbar, wurde ab dem 22. September 2022 auf Arte Deutschland und Arte Frankreich gleichzeitig ausgestrahlt.
Im September 2022 wurde die Serie auf dem Festival de la fiction TV in La Rochelle vorgestellt. Seit dem 15. Oktober 2022 ist sie über Netflix erreichbar.

### Das Buch
Das Buch, an dem Adrien Winckler alias Mody arbeitet, liegt in der letzten Folge in Stapeln in einer Buchhandlung aus. Mit seinem gelben Schutzumschlag und den schwarzen Blockbuchstaben hat es das Design eines typischen Giallo aus den 1970er Jahren. Das Buch wurde eigens für die Serie geschrieben. Verlegt wurde es in der Edition Du Masque unter dem Namen Gabriel Katz.
Zeitgleich mit der Veröffentlichung der Serie auf Arte.tv am 7. September 2022 erschien der gleichnamige Roman Les papillons noirs beim französischen Verlag Edition Du Masque. Es hat denselben Schutzumschlag wie das Buch aus der Serie, ebenfalls mit Mody als Autorenname. Der eigentliche Autor dieses eigens für die Serie geschriebenen Romans ist Gabriel Katz, ein erfolgreicher französischer Krimiautor, der unter Pseudonym schreibt und selbst für eine Reihe von Autoren als Ghostwriter gearbeitet hat. Der Regisseur wollte für den Film ein reales Buch verwenden, dessen Entstehung der Zuschauer nachvollziehen kann und aus dem im Film vorgelesen wird. Der Kontakt zwischen Verlag und Regisseur wurde Anfang 2021 hergestellt, Gabriel Katz und dem Verlag blieben daher nur wenige Wochen für die Fertigstellung des Buchs.
Der Roman erhielt in den französischen Feuilletons durchgehend hervorragende Kritiken. Le Parisien schreibt: „Der Roman ist ebenfalls ein kleines Glanzstück, das einen unter die Haut der Serienkiller dringen läßt, und einen nicht mehr loslässt“, und der Kritiker von Paris Match konstatiert: „Ein exzellenter Roman in makellosem Stil, gewähren uns die „Papillons“ aus Papier einen anderen Einblick in die Psychologie von Albert und Solange, in dem sie uns Zugang gewähren zu ihren geheimen Gedanken“.

## Kritik
Le Parisien schreibt zu der Serie:„Die ebenso geniale wie diabolische Serie wird getragen von einer Reihe außergewöhnlicher Schauspieler, einem fantastischen Dekor und Ambiente. Ein toller Thriller, der uns in die 1970er Jahre eintauchen läßt.“
Die Kritik in Le Monde lautet: „Die blühende Fantasie des Drehbuchautors, das komfortable Budget und der feste Wille, ein Event zu schaffen, machen aus den Papillons noir ein nicht ganz reines Produkt, nicht perfekt, aber ein Ausreißer in der französischen Serienlandschaft, wo die guten Krimis sich rar machen“.
Der Kritiker des französischen Filmportals Écran Large widmet der Serie eine ausführliche Analyse, lobt das „großartige Ensemble“, bemängelt aber einige zu grob geratene Effekte und die gelegentlich „artifizielle Regie“ und schreibt: „Die Serie […] fragt nach den Ursprüngen der Gewalttätigkeit der Personen und erzählt, wie Helden, seien es männliche Pseudoretter oder Frauen auf Rachefeldzug, sich in Monster verwandeln können. Probleme, die aus den Papillons noirs eine Serie voll leidenschaftlicher Thematik und einer schönen moralischen Ambivalenz“.
Matthias Hannemann von der Frankfurter Allgemeinen Zeitung bezeichnet die Serie als „packenden, wenn auch extrem harten Sechsteiler“, dem es weder an Rätseln noch an ästhetischer Ambition mangele. Er hebt in seiner ausführlichen Filmkritik besonders die Arbeit von Kameramann Antoine Sanier hervor, der durch „manchmal surreal anmutende Bilder“ die inneren Konflikte Adriens zum Ausdruck bringe und schreibt, dass man „durch den gespenstisch guten, fast hopkinsschen Auftritt von Niels Arestrup als Albert und einen Handlungsverlauf“, als Zuschauer fürs Dranbleiben wirklich belohnt werde.

## Hörbuch
- Mody: Les papillons noirs. Écrit par Gabriel Katz. Lu par Niels Arestrup. Audible 2022. Länge: 5 Stunden und 18 Minuten. Format: Download.